# Fjorde i Norge
Norske fjorde er kendt verden over og står som et symbol på den norske natur. Der er op mod 1190 navngivne fjorde i Norge, og den norske kyst er et af de områder i verden med de fleste fjorde. Norge har også flere af de længste fjorde i verden med Sognefjorden på 204 km som den længste. De fleste af fjordene findes i det langstrakte Nordland, som har op mod 300 fjorde, mens Finnmark har omkring 200. To af fjordene, Geirangerfjorden og Nærøyfjorden, står på verdensarvslisten for naturområder.
Fjordene i Norge blev dannet under istiden, hvor hele landet var dækket af is. De norske fjorde skiller sig ud som særligt dramatiske med stejle fjeldsider og vandfald. Samtidig skærer fjordene langt ind i landet og er beboet dér, hvor det er muligt.

## De længste fjorde i Norge
Norges 20 længste fjorder er:
1. Sognefjorden – 204 km – Sogn og Fjordane (Målepunkt: Solund-Skjolden)
2. Hardangerfjorden – 183 km – Hordaland (Målepunkt: Huglo-Odda)
3. Trondheimsfjorden – 126 km – Sør- og Nord-Trøndelag (Agdenes-Steinkjer)
4. Porsangerfjorden – 123 km – Finnmark (Brennelv-Sværholtklubben)
5. Lyngenfjorden – 121 km – Troms (Fugløy – bunn Storfjorden; målt fra Lyngstuva: 90 km)
6. Oslofjorden – 118 km – Oslo, Akershus, Buskerud, Vestfold og Østfold (Færder-Bunnefjorden)
7. Kvænangen – 117 km – Troms (Veiboka oppgir 72 km)
8. Ullsfjorden – 110 km – Troms (Veiboka oppgir 75 km)
9. Nordfjord – 106 km – Sogn og Fjordane (Husevågøy-Loen)
10. Varangerfjorden – 95 km – Finnmark
11. Romsdalsfjorden – 94 km – Møre og Romsdal (Bud – bunn Eresfjorden)
12. Boknafjorden – 94 km – Rogaland (Imsen/Jarstein-Tengesdal)
13. Laksefjorden – 92 km – Finnmark
14. Storfjorden – 86 km – Møre og Romsdal
15. Ofotfjorden – 82 km – Nordland
16. Tysfjorden – 74 km – Nordland
17. Foldafjorden – 71 km – Nord-Trøndelag
18. Tanafjorden – 70 km – Finnmark
19. Ranfjorden – 67 km – Nordland
20. Bindalsfjorden – 66 km – Nordland

### Svalbards fjorde
Storfjorden som er navnet på området mellem Spitsbergen i vest og Barentsøya og Edgeøya i øst, og har en længde på over 130 km, men er ikke med på denne liste.
| Navn                              | Længde (km) |  |
| --------------------------------- | ----------- |  |
|                                   |             |  |
| Wijdefjorden                      | 108         |  |
| Isfjorden                         | 107         |  |
| Bellsund (inkl. Van Mijenfjorden) | 83          |  |
| Woodfjorden                       | 64          |  |
| Wahlenbergfjorden                 | 58          |  |

## Fjorde efter fylke

### Finnmark
Varangerfjorden
- Varangerfjorden (95 km)
  - Kobbholmfjorden (4,5 km)
  - Sagfjorden (1,5 km)
  - Jarfjorden (21 km)
    - Lille Jarfjorden (1 km)

  - Holmengråfjorden (5 km)
  - Bøkfjorden ved Kirkenes (22 km, 33 km til bunden af Langfjorden)
    - Krokfjorden (1,4 km)
    - Sølferbotn (2 km)
    - Langfjorden (18 km)
    - Korsfjorden (11 km)

  - Kjøfjorden (32 km)
    - Spurvfjorden (1 km)
    - Neidenfjorden (6,5 km)
      - Munkefjorden (5,5 km)

  - Oterfjorden (1,5 km)
  - Vagnfjorden (2 km)
  - Bugøyfjorden (9 km)
  - Veidnesfjorden (4,5 km)
  - Karlebotn (6 km)
  - Meskfjorden (8 km)

Varangerhalvøen
- Persfjorden (4 km)
- Syltefjorden (16 km)
  - Nordfjorden (4 km)
- Makkaur-Sandfjorden (4 km)
- Båtsfjorden (13 km)
- Kongsfjorden (15 km)
  - Risfjorden (5 km)
- Sandfjorden (1 km)

Tanafjorden
- Tanafjorden (70 km)
  - Tyfjorden (4,5 km)
  - Skarfjorden (2,5 km)
  - Rafjorden (5 km)
  - Hopsfjorden (17 km)
    - Litle Skogfjorden (2,5 km)
    - Ivarsfjorden (3,5 km)
    - Store Skogfjorden (5 km)

  - Langfjorden (24 km)
  - Gulgofjorden (4 km)
  - Vestertana (10 km)
  - Tarmfjorden (5 km)
  - Smalfjorden (12 km)
  - Leirpollen (5,5 km)

Nordkinnhalvøen
- Sandfjorden ved Koifjorden (1 km)
- Koifjorden (6 km)
- Risfjorden (4 km)
- Gunnarsfjorden (1,5 km)
- Sandfjorden ved Mehamn (5 km)
- Skittenfjorden (4 km)
- Mehamnfjorden (6 km)
  - Steinfjorden (1,5 km)
  - Sørfjorden (1,7 km)
  - Normannsetfjorden (2,5 km)
- Magkeilfjorden (6 km)
- Sandfjorden ved Kinnarodden (2,5 km)
- Oksefjorden (14 km)
- Kjøllefjorden (8,5 km)

Laksefjorden
- Laksefjorden (92 km)
  - Dyfjorden (1 km)
  - Kifjorden (5 km)
  - Eidsfjorden (15 km)
  - Mårøyfjorden (3,5 km)
  - Lille-Porsangen (12 km)
  - Store Torskefjorden (7,5 km)
  - Lille Torskefjorden (2,5 km)
  - Bekkarfjorden (10 km)
  - Ifjorden (12 km)
    - Friarfjorden (3 km)

  - Landersfjorden (5 km)
  - Storfjorden (7,5 km)
    - Adamsfjorden (2,5 km)

Porsangerfjorden
- Porsangerfjorden (123 km)
  - Kåfjorden (4,5 km)
  - Lafjorden (8,5 km)
    - Vester-Lafjorden (4 km)
    - Auster-Lafjorden (2 km)

  - Smørfjorden (8 km)
  - Olderfjorden (7,5 km)
  - Ytre Billefjord (3 km)
  - Indre Billefjord (4 km)
  - Vesterbotn (12 km)
    - Brennelvfjorden (4 km)

  - Østerbotn (9 km)

Magerøya
- Sarnesfjorden (4,5 km)
- Kamøyfjorden (14 km)
  - Duksfjorden (5,5 km)
    - Risfjorden ved Kamøyvær (2,5 km)

  - Skipsfjorden (4 km)
- Kaldfjorden (2,5 km)
- Risfjorden ved Skarsvåg (3,5 km)
- Vestfjorden (6,5 km)
  - Mefjorden (1 km)
- Sandfjorden (1,8 km)
- Sandstrandfjorden (2 km)
- Tufjorden (12 km)
  - Risfjorden ved Tufjorden (1,9 km)
- Russepollen (2,5 km)
- Lyngpollen (2,5 km)
- Vannfjorden (7,5 km)

Måsøy
- Kobbefjorden (20 km)
  - Ryggefjorden (10 km)
- Sandfjorden (1,3 km)
- Måsøyfjorden (9 km)
- Kullfjorden (9 km)
- Eiterfjorden (3,5 km)
- Akkarfjorden (4 km)
- Myrfjorden (4 km)
- Bakfjorden (6 km)
- Snefjorden (11 km)

Rolvsøya og Ingøya
- Mafjorden (3,5 km)
- Trollfjorden (1,5 km)
- Tufjorden (2,5 km)
- Valfjorden (5 km)
- Langfjorden (6,5 km)
- Dyfjorden(1,5 km)
- Stoppelfjorden (2 km)

Kvalsund og Kvaløya
- Revsbotn (20 km)
  - Lillefjorden (4 km)
- Kvalfjorden (3 km)
- Ytre Torskefjorden (2 km)
- Mellafjorden (1 km)
- Indre Torskefjorden (0,7 km)
- Rypefjorden (1,6 km)
- Akkarfjorden (1,3 km)
- Repparfjorden (13 km)

Sørøya
- Gamvikfjorden (9,5 km)
  - Bastafjorden (2,5 km)
- Finnfjorden (5,5 km)
- Saksfjorden (3 km)
- Sandøyfjorden (15 km)
  - Skarvfjorden (1,5 km)
  - Båtsfjorden (1,6 km)
- Galtefjorden (14 km)
  - Jektefjorden (1,4 km)
  - Dønnesfjorden (5 km)
  - Børrfjorden (5 km)
  - Nordfjorden (2,5 km)
- Bølefjorden (5,5 km)
- Ofjorden (9 km)
- Sandfjorden (5 km)
  - Nordsandfjorden (1,5 km)
  - Sørsandfjorden (1,5 km)
- Breivikfjorden (8 km)
- Hasfjorden (6,5 km)
- Meltefjorden (4 km)
- Kipparfjorden (4 km)
- Grunnfjorden (1,5 km)
- Karkefjorden (2 km)
- Øyfjorden (6,5 km)
- Kobbefjorden (5 km)
- Komagfjorden (1,5 km)
- Husfjorden (4,5 km)
- Hamnefjorden (4,5 km)
- Slettnesfjorden (3 km)
- Langstrandfjorden (4,5 km)
  - Sandfjorden i Hammerfest (1 km)
- Hellefjorden (1,5 km)
- Skippernesfjorden (3,5 km)
- Akkarfjorden (4 km)
- Mefjorden (1,5 km)

Seiland
- Hønsebyfjorden (3,5 km)
- Jøfjorden (11 km)
  - Tverrfjorden (2 km)
- Eidvågen (4 km)
- Skreifjorden (4,5 km)
  - Flaskefjorden (4 km)
- Nordefjorden (1,5 km)
- Sørefjorden (1,5 km)
- Bårdfjorden (4,5 km)
- Lille Kufjorden (2 km)
- Store Kufjorden (9,5 km)
- Bekkarfjorden (4 km)
- Lille Bekkarfjorden (1 km)
- Olderfjorden (2,5 km)

Altafjorden
- Lille Lerresfjorden (2,5 km)
- Store Lerresfjorden (6 km)
- Komagfjorden (2 km)
- Korsfjorden (11 km)
- Altafjorden (36 km)
  - Skillefjorden (4,5 km)
  - Langfjorden (31 km)
  - Kåfjorden (7 km)

Stjernøya
- Sørfjorden (4,5 km)
- Nordfjorden (2,5 km)
- Smalfjorden (3,5 km)
- Lille Kjerringfjorden (4 km)
- Store Kjerringfjorden (7,5 km)
- Store Kvalfjorden (2,5 km)
- Lille Kvalfjorden (2 km)

Loppa
- Indre Lokkarfjorden (2,5 km)
- Ytre Lokkarfjorden (1,5 km)
- Øksfjorden (23 km)
  - Tverrfjorden (2 km)
- Nuvsfjorden (8 km)
- Ullsfjorden (5,5 km)
- Bergsfjorden (12 km)
  - Langfjorden (12 km)
    - Nordre Tverrfjorden (2 km)
- Sandlandsfjorden (11 km)
- Frakkfjorden (8,5 km)

### Troms
Kvænangen
- Kvænangen (117 km)
  - Olderfjorden (4,5 km)
  - Reinfjorden (2,5 km)
  - Reisafjorden (32 km)
    - Oksfjorden (5 km)
    - Straumfjorden (9 km)

  - Bakkebyfjorden (3 km)
  - Jøkelfjorden (17 km)
    - Tverrfjorden (2 km)
    - Isfjorden (4 km)

  - Lille Altafjorden (3,5 km)
  - Burfjorden (8 km)
  - Badderfjorden (5 km)
  - Sørfjorden (7,5 km)

Lyngen
- Fugløyfjorden (17 km)
  - Skipsfjorden (6 km)
- Lyngenfjorden (121 km)
  - Grunnfjorden (2 km)
  - Langfjorden (8,5 km)
  - Kåfjorden (20 km)
  - Storfjorden (17 km)

Ullsfjorden
- Ullsfjorden (110 km; nogle kilder opgiver 75 km)
  - Nord-Lenangen (10 km)
  - Sørlenangen (9,5 km)
  - Kjosen (14 km)
  - Sørfjorden (28 km)

Tromsø, Karlsøy
- Østre Sandfjorden (1,5 km)
- Vestre Sandfjorden (2,5 km)
- Hamrefjorden (13 km)
- Hermannsfjorden (3,5 km)
- Grunnfjorden ved Vannsundet (5,5 km)
- Dåfjorden (11 km)
- Veggefjorden (3,5 km)
- Fagerfjorden (1,1 km)
- Dyrsfjorden (2,5 km)
- Skogsfjorden (5 km)
- Grunnfjorden ved Skagøysundet (2,5 km)
- Indre Andamsfjorden (5,5 km)
- Ytre Andamsfjorden (8,5 km)
- Løksfjorden (2 km)
- Skarsfjorden (6 km)
- Rakkfjorden (1,3 km)
- Kifjorden (2,5 km)

Balsfjorden
- Balsfjorden, ved Tromsø (49 km)
  - Ramfjorden (13 km)
- Kaldfjorden (16 km)
  - Skulsfjorden (2 km)
  - Lyfjorden (1,3 km)
- Vengsøyfjorden (12 km)
  - Grøtfjorden (5 km)

Håjafjorden
- Håjafjorden (6 km)
  - Ersfjorden (12 km)

Malangen
- Malangen (59 km)
  - Sessøyfjorden (6 km)
  - Tåfjorden (2 km)
  - Kattfjorden (6 km, 11 km til bunden af Nordfjorden)
    - Nordfjorden (4,5 km)
    - Sørfjorden (2,5 km)** Stønnesbotn (9 km)

  - Øyfjorden (13 km)
    - Ørnfjorden (4 km)

  - Baltsfjorden (7,5 km)
  - Lysbotn (6 km)
  - Straumsfjorden (18 km)
  - Rossfjorden (4,5 km)
  - Målselvfjorden (16 km)
  - Nordfjorden (19 km)
  - Aursfjorden (9,5 km)

Senjas ytterside
- Mefjorden (15 km)
- Ersfjorden (7 km)
  - Steinfjorden (4 km)
- Bergsfjorden (10 km)
  - Lavollsfjorden (2,5 km)
  - Straumsbotn (7,5 km)

Andfjorden
- Andfjorden (46 km)
  - Torskefjorden (13 km)
    - Gryllefjorden (7,5 km)
    - Skipsfjorden (1,5 km)
    - Osterfjorden (3,5 km)

  - Sifjorden (10 km)
    - Grunnfjorden
    - Veidmannsfjorden (3,5 km)

  - Selfjorden (15 km)
    - Blyfjorden (3 km)
    - Bunkefjorden (3 km)
    - Indre Selfjorden (6 km)

Vågsfjorden
- Vågsfjorden (46 km)
  - Eidepollen (6 km)

Solbergfjorden
- Solbergfjorden (27 km)
  - Reisafjorden (6 km)
  - Finnfjorden (7 km)
    - Laksfjorden (3,5 km)

  - Tranøyfjorden (25 km)
    - Tranøybotn (8,5 km)

  - Faksfjorden (6 km)

Astafjorden
- - Astafjorden (19 km)
    - Straumbotn (8 km)
    - Grovfjorden (9 km)
    - Gratangen (20 km)
    - Lavangen (16 km)
    - Salangen (25 km, 30 km til bunden af Sagfjorden.
      - Løksefjorden (2,5 km)
      - Sagfjorden (7 km)

  - Lavangsfjorden ved Tjeldsundet (5 km)

Kvæfjorden
- - Kasfjorden (6,5 km)
  - Godfjorden (19 km)
  - Kvæfjorden (17 km)
    - Straumsbotn (3,5 km)

  - Gullesfjorden (33 km)
    - Austerfjorden (6 km)

### Nordland
Rækkefølgen på fjordene i Nordland er sydpå på vestsiden af Lofoten, så ind vestsiden af Vestfjorden og videre sydpå på østsiden.
Vesterålen
- Andfjorden (46 km)
  - Godfjorden (19 km)
- Buksnesfjorden (2 km)
- Gavlfjorden (19 km)
  - Strengelvågfjorden (4 km)
  - Grunnfjorden (1,7 km)
  - Lifjorden (6 km)
- Forfjorden (6,5 km)
- Roksøyfjorden (2 km)
- Gåsfjorden (2,5 km)
- Hognfjorden (13 km)
  - Sørfjorden (6 km)
- Prestfjorden (9,5 km)
  - Steinlandsfjorden (7,5 km)
  - Romsetfjorden (7,5 km)
- Børøyfjorden (7 km)
- Hamnfjorden (2,5 km)
  - Ryggefjorden (7 km)
  - Sandsetfjorden (2 km, 6,5 km til bunden af Ånnfjorden)
    - Skjerfjorden (2,5 km)
    - Ånnfjorden (4,5 km)
- Møklandsfjorden (3,5 km)
- Malnesfjorden (12 km)
- Åsandfjorden (10 km)
- Straumfjorden i Bø (2 km)
- Førepollen (4 km)

Vesterålsfjorden
- Vesterålsfjorden
  - Eidsfjorden (35 km)
    - Jørnfjorden (7 km)
    - Hellfjorden (6,5 km)
    - Melfjorden (3 km)
    - Olderfjorden (5,5 km)
    - Straumfjorden i Sortland (1,2 km)
    - Valfjorden (2 km)
    - Bjørndalsfjorden (2 km)

Hadselfjorden
- Hadselfjorden (22 km)
  - Grunnførfjorden (4,5 km)
  - Morfjorden (6 km)
  - Sløverfjorden (10 km)
    - Higravfjorden (4,5 km)

  - Falkfjorden (1,7 km)
  - Myrlandsfjorden (1,3 km)
  - Ingelsfjorden (8 km)
  - Lonkanfjorden (6 km)
  - Fiskefjorden (3,5 km)
  - Djupfjorden (3 km)
  - Sigerfjorden (8 km)

Raftsundet
- - Trollfjorden (2,5 km)
  - Grunnfjorden (2 km)

Lofoten
- - Grunnførfjorden (4,5 km)
- Sunnlandsfjorden (7 km)
  - Vatnfjorden (4,5 km)
  - Indrefjorden (3 km)
- Limstrandpollen (3 km, 7,5 km til bunden af Steirapollen)
  - Alstadpollen (1,5 km, 4 km til bunden af Steirapollen)
    - Steirapollen (3 km)
- Ytterpollen (5,5 km, 8 km inkluderet Innerpollen)
  - Innerpollen (2,5 km)
- Steinsfjorden (7,5 km)
  - Mærvollspollen (2 km)
  - Tangstadpollen (3,5 km)
- Flakstadpollen (3 km)
- Torsfjorden (2,5 km)
- Selfjorden (5 km)

Vestfjorden
- Vestfjorden (200–230 km)

Vestfjorden – Lofoten
- - Åfjorden på Røst (3 km)
  - Djupfjorden i Moskenes (2 km)
  - Kjerkfjorden (7 km)
    - Forsfjorden (2 km)
    - Bunesfjorden (1,8 km)

  - Vorfjorden (2 km)
  - Skjelfjorden (7 km)
  - Buksnesfjorden (7,5 km)
  - Finnstadpollen (4 km)
    - Storfjorden på Vestvågøy (2 km)

  - Skifjorden (3 km)
  - Rolvsfjorden (2,5 km)
    - Kartfjorden (1,5 km)

  - Olderfjorden (6,5 km)
  - Djupfjorden i Vågan (1,5 km)
  - Hopspollen (3 km)
  - Austnesfjorden (13 km)
    - Vatterfjorden (2,5 km)
    - Vestpollen (2,5 km)
    - Austpollen (2 km)

  - Ulvågfjorden (2,5 km)

Vestfjorden – Ofoten
- - Øksfjorden (24 km)
    - Innerfjorden (8,5 km)

  - Hestfjorden (4 km)
    - Mellomfjorden (1 km)

  - Høkfjorden (4 km)
  - Kanstadfjorden (13 km)
    - Erikstadfjorden (5,5 km)
    - Innerfjorden (5 km)

  - Tjeldsundet (43 km)
    - Kjerfjorden (5 km)
    - Fiskefjorden (3,5 km)
    - Lavangsfjorden (5 km)

  - Ofotfjorden (82 km)
    - Bogen (8 km)
    - Ballangen (7 km)
    - Skjomen (24 km)
      - Sør-Skjomen (8 km)

    - Beisfjorden i Narvik (11 km)
    - Herjangen (15 km)
      - Rombaken (22 km)
        - Rombaksbotn (12 km)

  - Efjorden (32 km)
  - Tysfjorden (74 km)
    - Skrovkjosen (7,5 km)
    - Beisfjorden i Tysfjord (4,5 km)
    - Haukøyfjorden (7 km)
      - Stefjorden (10 km)
        - Sildpollen (2,5 km)

      - Tømmeråsfjorden (5 km)
      - Fuglfjorden (4,5 km)

    - Indre Tysfjorden (17 km)
      - Sørfjorden (2 km)

    - Mannfjorden (11 km)
    - Grunnfjorden (16 km)
    - Hellmofjorden (29 km)

Vestfjorden – Salten
- - Presteidfjorden (8,5 km)
  - Hamsundpollen (4,5 km)
  - Sagfjorden (26 km)
    - Skjettenfjorden (7,5 km)
      - Holmåkfjorden (6,5 km)

    - Straumfjorden (4,5 km)
    - Kaldvågfjorden (16 km)
    - Innhavet (12 km)

  - Skotsfjorden (13 km)
    - Lilandsfjorden (3,5 km)

  - Andholmfjorden (8 km)
    - Leinesfjorden (15 km)
    - Saursfjorden (4 km)
    - Botnfjorden i Steigen (5 km)

  - Folda i Salten (18 km, 59 km til bunden af Leirfjorden)
    - Nordfolda (43 km)
      - Brattfjorden (4 km)
      - Vinkfjorden (10 km, 14 km til bunden af Stavfjorden)
        - Stavfjorden (7,5 km)

      - Balkjosen (8,5 km)
        - Store Balkjosen (4,5 km)
        - Litle Balkjosen (3 km)

      - Mørsvikfjorden (18 km)

    - Mulfjorden (4 km)
    - Revsfjorden (4,5 km)
      - Sagfjorden (12 km ind til enden af Botnfjorden)
        - Botnfjorden i Sørfold (2,5 km)

    - Sørfolda (36 km, men 40 km til bunden af Leirfjorden)
      - Nevelsfjorden (11 km)
        - Eidekjosen (6 km)

      - Sjunkfjorden (10 km)
      - Leirfjorden (19 km)
      - Aspfjorden (3,5 km)
      - Tørrfjorden (5 km, 6,5 km inkludert Nordfjorden)
        - Nordfjorden (2,5 km)

  - Karlsøyfjorden (17 km)
  - Mistfjorden (18 km)
    - Nordfjorden (4,5 km)
    - Sørfjorden (5,5 km)

  - Landegodefjorden (18 km)
- Saltfjorden (41 km, 80 km ind til bunden af Saltdalsfjorden)
  - Beiarkjeften (5,5 km)
    - Ytre Sundan (6,5 km)
      - Indre Sundan (5 km)
      - Elvefjorden (6 km)

    - Nordfjorden (8 km)
      - Beiarfjorden (19 km)

  - Svefjorden (5,5 km)
  - Skjerstadfjorden (32 km, 41 km inkludert Saltdalsfjorden)
    - Valnesfjorden (8 km)
    - Misværfjorden (15 km)
    - Saltdalsfjorden (11 km)

Salten
- Fleinværfjorden (11 km)
- Fugløyfjorden (20 km)
  - Sørfjorden (8,5 km)
  - Morsdalsfjorden (13 km)
    - Sundsfjorden (3 km)

  - Holmsundfjorden (9 km)

Helgeland
- Grønfjorden (10 km)
- Stabbfjorden (9 km)
- Ternholmfjorden (20 km)
  - Støttfjorden (8,5 km)
  - Gåsværfjorden i Meløy(8,5 km)
    - Messøyfjorden (6 km)
- Bolgfjorden (8 km)
  - Meløyfjorden (10 km)
    - Glomfjorden (19 km)
- Valværfjorden (8 km)
- Oterværfjorden (12 km)
  - Skarsfjorden (13 km, 31 km til bunden af Nordfjorden)
    - Arhaugfjorden (6 km)
      - Holandsfjorden (22 km til bunden af Nordfjorden)
        - Nordfjorden (10 km)

    - Bjærangfjorden (9,5 km)

  - Tjongsfjorden (17 km)
  - Rødøyfjorden (7 km)
    - Værangfjorden (15 km)
- Gurafjorden (8 km)
- Lyngværfjorden (10 km)
- Blikværfjorden (8 km)
- Trænfjorden (25 km)
- Nesøyfjorden (9 km)
  - Risværfjorden (5 km)
- Måværfjorden (6 km)
  - Matskjærfjorden (7 km)
- Kvarøyfjorden (10 km)
- Melfjorden (32 km)
  - Sørfjorden (14 km)
    - Gjervalen (7 km)

  - Nordfjorden (11 km)
- Stigfjorden (13 km)
- Nordåsværfjorden (20 km)
- Tomfjorden (9,5 km)
- Sjona (33 km)
  - Litlsjona (15 km)
  - Nordsjona (2 km)
  - Sørfjorden (5 km)
- Stifjorden (13 km)
  - Skipsfjorden (5,5 km)
- Ranfjorden, ved Mo i Rana (67 km)
  - Utskarpen (4,5 km)
  - Sørfjorden (12 km)
  - Elsfjorden (8 km)
  - Øverstraumen (5,5 km)
  - Finneidfjorden (5,5 km)
- Søråsværfjorden (25 km)
- Skipbåtsværsfjorden (10 km)
- Vikafjorden (9 km)
- Oddfjorden (11 km)
- Gåsværfjorden i Herøy (5 km)
- Sildøyfjorden (7,5 km)
- Skagafjorden (7,5 km)
- Husværfjorden (17 km)
- Alterfjorden (8 km)
- Alstenfjorden (11 km)
- Ulvangen (15 km)
  - Meisfjorden (9 km)
  - Leirfjorden (23 km)
  - Botnfjorden (7,5 km)
- Alstahaugfjorden (5,5 km)
- Haugsfjorden (2,5 km)
- Vefsna eller Vefsnfjorden, ved Mosjøen (48 km)
- Kilværfjorden (10 km)
- Tjøttfjorden (12 km)
- Mindværfjorden (10 km)
  - Stokkafjorden (7,5 km)
    - Halsfjorden (8 km)
      - Halsan (3,5 km)
      - Grytåfjorden (1,5 km)
      - Sørfjorden (3,5 km)

  - Visten (21 km)
    - Innervisten (8 km)
- Sølifjorden (8 km)
- Ylvingsfjorden (8 km)
- Vegafjorden (22 km)
- Velfjorden (31 km)
  - Okfjorden (8,5 km)
  - Storfjorden (9,5 km)
    - Lislfjorden (2,5 km)

  - Sørfjorden (10 km)
  - Lislbørja (3 km)
  - Storbørja (7 km)
  - Heggfjorden (4,5 km)
  - Langfjorden (9 km)
- Kversteinfjorden
- Tilremfjorden (8 km)
- Torgfjorden (19 km)
  - Skillbotnfjorden (10 km)
- Gimsafjorden (20 km)
- Melsteinfjorden (13 km)
- Lyngværfjorden (11 km)
- Bindalsfjorden (66 km)
  - Ursfjorden (19 km)
    - Gravfjorden (2,5 km)

  - Hardangsfjorden (6,5 km)
  - Skotnesfjorden (9 km)
    - Selfjorden (5 km)

  - Terråkfjorden (6,5 km)
    - Osan (5,5 km)

  - Sørfjorden (19 km)
    - Kollbotnet (7,5 km)

  - Tosen (32 km)
- Kjella (11 km)
  - Lysfjorden (4,5 km)
  - Horsfjordbotnet (5 km)
  - Valen (4 km)

### Nord-Trøndelag
Fra Vika til Austra
- Hortafjorden (13 km)
- Risværfjorden (13 km)
  - Båfjorden (1,5 km)
  - Rødsfjorden (4 km)
  - Eiterfjorden (12 km)
- Lekafjorden (17 km)
  - Årsetfjorden (14 km)
- Nordsalten (10 km)
- Brønnøyfjorden (15 km)
  - Svinøyfjorden (8 km)
    - Kleifjorden (5 km)
- Sørsalten (22 km)

Folda og Namdalen
- Rossøyfjorden (3 km)
- Arnøyfjorden (10 km)
- Folda
  - Foldafjorden, Foldfjorden eller Folda (75 km til bunden af Innerfolda)
    - Gyltfjorden (4,5 km)
      - Nufsfjorden (3,5 km)
      - Seierstadfjorden (4 km)
        - Lyngholmfjorden (2,5 km)

    - Fjærangen (4,5 km)
    - Oppløyfjorden (5,5 km)
    - Kvisten (8 km)
      - Storkvisten (4 km)
      - Litlkvisten (2 km)

    - Innerfolda (45 km)
- Raudsunda (12 km)
  - Lauvøyfjorden (4 km)
  - Blikkengfjorden (5,5 km)
    - Vetterhusbotnet (8,5 km)
    - Røyklibotnet (5,5 km)
- Namsfjorden (31 km, 42 km til bunden af Løgnin)
  - Løgnin (11 km)
- Mursteinfjorden (8 km)
- Knottenfjorden (3 km)
- Fløan (5 km)
- Glasøyfjorden (3,5 km)
  - Årfjordbotnet (2,5 km)
- Trefjorden (2 km)
- Jøssundfjorden (7,5 km)
- Bølefjorden (7 km)

Trondheimsfjorden
For ytre del af Trondheimsfjorden, se #Sør-Trøndelag
- Trondheimsfjorden (126 km)
  - Strindfjorden (20 km)
    - Stjørdalsfjorden (8 km)

  - Åsenfjorden (15 km)
    - Fættenfjorden (2 km)
    - Langråsa (1 km)
    - Åvikfjorden (1 km)
    - Lofjorden (1,5 km)
    - Hoplafjorden (2 km)
    - Leangsfjorden (1,5 km)
    - Sunndalsfjorden (1,5 km)

  - Beitstadfjorden (28 km)
    - Verrasundet (22 km)
    - Beitstadsundet (13 km)

  - Børgin (10 km)

### Sør-Trøndelag
Fosen
- Svesfjorden (9 km)
- Vingan (6,5 km)
- Hopen (3 km)
- Brattjerfjorden (2 km)
- Sørjerfjorden (4 km)
- Brandsfjorden (9,5 km)
  - Hellfjorden (2,5 km)
- Beskelandsfjorden (2,5 km)
- Berfjorden (4 km)
- Skjørafjorden (12 km)
- Flesafjorden (8 km)
- Linesfjorden (15 km)
  - Paulen (3,5 km)
  - Herfjorden (2 km)
  - Vikafjorden (2 km)
- Skråfjorden (16 km til bunden af Grytfjorden)
  - Morkafjorden (4,5 km)
  - Eidsfjorden (4 km)
    - Grytfjorden (2,5 km)
- Lauvøyfjorden (6 km)
  - Åfjorden (14 km)
    - Oldfjorden (3 km)
    - Mørrifjorden (2,5 km)
- Koet (7 km)
- Tarvafjorden (12 km)
  - Valsfjorden (5 km)
- Bjugnfjorden (13 km)
- Kråkvågfjorden (13 km)
  - Fillfjorden (7,5 km)

Trondheimsfjorden
For indre del af Trondheimsfjorden, se Nord-Trøndelag
- Trondheimsfjorden (126 km)
  - Stjørnfjorden (20 km)
    - Nordfjorden (8 km)
    - Sørfjorden (6 km)

  - Botn (5 km)
  - Korsfjorden (4 km)
    - Orkdalsfjorden (17 km)
    - Gaulosen (10 km)

  - Flakkfjorden (10 km)
  - Strindfjorden (20 km)
    - Stjørdalsfjorden (8 km)

Trondheimsleia, Hitra og Frøya
- Sulfjorden (8 km)
- Frøyfjorden (36 km)
  - Straumsfjorden (12 km)
  - Barmfjorden (5 km)
- Trondheimsleia (94 km)
  - Verrafjorden (8 km)
  - Imsterfjorden (6,5 km)
  - Hemnfjorden (25 km, 30 km til bunden af Snillfjorden)
    - Åstfjorden (14 km)
    - Bjørkøyfjorden (6 km)
    - Snillfjorden (14 km)

  - Mistfjorden (3,5 km)
- Ramsøyfjorden (16 km)
- Storfjorden på Frøya (6 km)
- Sulfjorden (8 km)

### Møre og Romsdal
Nordmøre
- Ramsøyfjorden (16 km)
- Trondheimsleia (94 km)
  - Årvågfjorden (6 km)
  - Edøyfjorden (26 km)
    - Foldfjorden (7 km)
- Talgsjøen (10 km)
  - Vinjefjorden (53 km)
    - Halsafjorden (16 km)
      - Bøfjorden (3,5 km, 9 km til bunden af Åsskardfjorden)
        - Åsskardfjorden (5,5 km)

      - Trongfjorden (4 km)
      - Breifjorden (9,5 km)
        - Hamnesfjorden (9 km)
        - Surnadalsfjorden (10 km)
        - Stangvikfjorden (15 km, 19 km til bunden af Todalsfjorden)
          - Todalsfjorden (4 km)

        - Ålvundfjorden (12 km)

    - Korsnesfjorden (6,5 km)
    - Skålvikfjorden (9,5 km)
    - Arasvikfjorden (12 km)
      - Valsøyfjorden (8 km)

  - Freifjorden (14 km)
    - Batnfjorden (9 km)
    - Bergsøyfjorden (4,5 km)
    - Tingvollfjorden (35 km, 52 km til bunden af Sunndalsfjorden)
    - Sunndalsfjorden (17 km, 57 km inkludert Bergsøy- og Tingvollfjorden)
- Bremsnesfjorden (11 km)
  - Kvernesfjorden (22 km)
- Ramnefjorden (12 km)
  - Sundsfjorden (1,7 km, 4,5 km til bunden af Bafjorden)
    - Nekkstadfjorden (1,7 km)
      - Bafjorden (1 km)
- Lauvøyfjorden (4,5 km)
  - Kornstadfjorden (9 km)

Romsdal
- Harøyfjorden (43 km)
  - Frænfjorden (12 km til bunden af Malmefjorden)
    - Malmefjorden (4 km)

  - Grunnefjorden (10 km)
  - Samfjorden (7,5 km)
  - Romsdalsfjorden (94 km)
    - Midfjorden (23 km)
      - Vatnefjorden (8 km)
      - Vestrefjorden (3,5 km)
      - Tomrefjorden (9 km)

    - Moldefjorden (13 km)
    - Fannefjorden (25 km)
    - Storfjorden i Romsdal (12 km)
    - Karlsøyfjorden (12 km)
    - Tresfjorden (12 km)
    - Langfjorden (44 km til bunden af Eresfjorden)
      - Rødvenfjorden (9 km)
      - Eresfjorden (10 km)

    - Innfjorden (4 km)
    - Isfjorden (6,5 km)

Sunnmøre
- Fjørtoftfjorden (7 km)
- Nogvafjorden (5,5 km)
- Longvafjorden (7,5 km)
- Haramsfjorden (6 km)
- Vigrafjorden (10 km)
- Grytafjorden (22 km)
- Valderhaugfjorden (6 km)
  - Ellingsøyfjorden (24 km)
- Heissafjorden (5,5 km, 15 km til enden af Åsefjorden)
  - Borgundfjorden (3,5 km)
    - Åsefjorden (6 km)
- Storfjorden (86 km; noen kilder oppgir 110 km)
  - Sulafjorden (9 km)
  - Vartdalsfjorden (20 km)
    - Ørstafjorden (10 km)

  - Hjørundfjorden (33 km)
    - Norangsfjorden (6,5 km)
    - Storfjorden i Ørsta(11 km)

  - Flisfjorden (1,7 km)
  - Sykkylvsfjorden (9 km)
  - Norddalsfjorden (16 km, 24 km til bunden af Tafjorden)
    - Tafjorden (8 km)

  - Sunnylvsfjorden (26 km)
    - Geirangerfjorden (15 km)
- Rundafjorden (9 km)
  - Ulsteinfjorden (4,5 km)
  - Bøfjorden (3 km)
- Holmefjorden (5 km)
- Herøyfjorden (8 km)
- Sandsfjorden (4,5 km)
  - Gursken (6,5 km)
  - Hallefjorden (10 km)
    - Haugsfjorden (5,5 km)
    - Syvdsfjorden (10 km)
    - Rovdefjorden (13 km)
      - Voldsfjorden (18 km, 29 km til bunden af Austefjorden)
        - Dalsfjorden (17 km)
        - Kilsfjorden (3 km)
        - Austefjorden (10 km)
- Vanylvsfjorden (22 km)
  - Syltefjorden (6,5 km)

### Sogn og Fjordane
Nordfjord
- Vanylvsfjorden (22 km)
- Sildegapet (17 km)
  - Skorbøfjorden (3,5 km)
  - Røysetfjorden (4,5 km)
  - Moldefjorden (4,5 km)
  - Nordpollen (4,5 km)
  - Sørpollen (5,5 km)
- Nordfjord (106 km)
  - Vågsfjorden (8,5 km)
  - Fåfjorden (10 km)
  - Eidsfjorden (13 km)
  - Isefjorden (5,5 km)
  - Ålfoten (8,5 km)
  - Hundvikfjorden (14 km)
  - Hyefjorden (13 km)
  - Gloppefjorden (12 km)
  - Utvikfjorden (26 km)
  - Innvikfjorden (4,5 km)
  - Faleidfjorden (6,5 km)

Sunnfjord
- Frøysjøen (35 km)
  - Gulen (12 km)
    - Nordgulen (8,5 km)
    - Midtgulen (5,5 km)
    - Sørgulen (4 km)

  - Berlepollen (6 km)
  - Bortnepollen (3 km)
- Hellefjorden (10 km)
- Årebrotsfjorden (6,5 km)
  - Botnafjorden (3 km)
    - Klavfjorden (3 km)
    - Norddalsfjorden (17 km)
- Skorpefjorden (10 km)
- Rekstafjorden (10 km)
  - Vassreset (6 km, 13 km inkludert Solheimsfjorden)
    - Solheimsfjorden (7 km)
      - Eikefjorden (16 km)
      - Høydalsfjorden (13 km)
- Brufjorden (11 km)
- Stavfjorden (18 km)
  - Førdefjorden (37 km)
- Stongfjorden (9 km)
  - Eidsfjorden (3,5 km)
- Aldefjorden (11 km)

Sogn
- Buefjorden (16 km)
  - Hagefjorden (7 km)
  - Åfjorden (22 km)
    - Dumbefjorden (9 km)
    - Skifjorden (6 km)
    - Sørefjorden (2,5 km)
    - Hyllestadfjorden (4 km)

  - Dalsfjorden (43 km)
    - Vilnesfjorden (15 km)
      - Flekkefjorden (9 km)
- Lågøyfjorden (9 km)
- Sognefjorden (204 km)
  - Sognesjøen (35 km)
    - Straumsfjorden (8 km)
    - Bjørnefjorden (3 km)
    - Gulafjorden (22 km til bunden af Austgulfjorden)
      - Eidsfjorden (10 km)
      - Nordgulfjorden (4 km)
      - Austgulfjorden (8 km)

    - Nessefjorden (6,5 km)

  - Lifjorden (6 km)
  - Bøfjorden (4 km)
  - Risnefjorden (6 km)
  - Ikjefjorden (4,5 km)
  - Vadheimsfjorden (5,5 km)
  - Fuglsetfjorden (8 km)
    - Eiesfjorden (1,8 km)

  - Høyangsfjorden (8 km)
  - Lånefjorden (3 km)
  - Finnafjorden (6 km)
  - Arnafjorden (8,5 km)
    - Indrefjorden (2 km)
    - Framfjorden (1,5 km)

  - Esefjorden (4 km)
  - Fjærlandsfjorden (27 km)
    - Vetlefjorden (6 km)
      - Sværafjorden (2,5 km)

  - Norafjorden (21 km til bunden af Barsnesfjorden)
    - Sogndalsfjorden (16 km til bunden af Barsnesfjorden)
      - Eidsfjorden (3 km)
      - Barsnesfjorden (5 km)

  - Aurlandsfjorden (29 km)
    - Nærøyfjorden (18 km)

  - Lærdalsfjorden (9 km)
  - Årdalsfjorden (16 km)
  - Lustrafjorden (42 km)
    - Gaupnefjorden (4,5 km)
- Fensfjorden (30 km)

### Hordaland
Nordhordland og Bergen
- Fensfjorden (30 km, 50 km inkluderet hele Austfjorden)
  - Masfjorden (25 km til bunden af Matresfjorden)
    - Haugsværsfjorden (4,5 km)
    - Matresfjorden (7 km)

  - Austfjorden (20 km)
    - Hindnesfjorden (10 km)
      - Dalafjorden (5,5 km)
- Fedjefjorden (12 km)
  - Lurefjorden (16 km, 21 km inkluderet Seimsfjorden)
    - Seimsfjorden (5 km)
- Hjeltefjorden (46 km)
  - Mangerfjorden (7,5 km, 21 km med hele fjordsystemet Mangerfjorden, Radfjorden og Kvernafjorden)
    - Radfjorden (9 km)
      - Kvernafjorden (3,5 km)

  - Herdlefjorden (19 km)
  - Byfjorden i Bergen *(16 km)
    - Puddefjorden (2 km, 4,5 km til bunden af Store Lungegårdsvannet)
    - Salhusfjorden (4 km)
      - Osterfjorden (27 km, 45 km til bunden af Mofjorden)
        - Sørfjorden (30 km)
          - Veafjorden (24 km)
            - Dalevågen (4 km)
            - Vikafjorden (4,5 km, 16 km inkludert Bolstadfjorden)
              - Bolstadfjorden (12 km)
              - Grimstadfjorden (9,5 km, inkludert "Nordåsvannet" og Sælevannet som begge ikke er vann, men fjordarmer)
                - Loddefjord (fjordarm i Grimstadfjorden)

        - Romarheimsfjorden (11 km, 18 km inkludert Mofjorden)
          - Mofjorden (6,5 km)
          - Indre Osterfjorden (7 km, 12 km inkludert Eidsfjorden)
            - Eidsfjorden (4,5 km)

Midthordland
- Korsfjorden (16 km, 24 km til bunden af Fanafjorden)
  - Austefjorden (8 km)
  - Lysefjorden (6 km)
  - Fanafjorden (8,5 km)
  - Raunefjorden (15 km)
    - Grimstadfjorden (5,5 km, 9,5 km inkludert Nordåsvatnet)
      - Nordåsvatnet (5,5 km)
- Bjørnafjorden (30 km, 50 km ind til bunden af Samnangerfjorden)
  - Fusafjorden (12 km, 35 km ind til bunden af Samnangerfjorden)
    - Eikelandsfjorden (6,5 km)
    - Ådlandsfjorden (6,5 km)
    - Samnangerfjorden (22 km)
      - Trengereidfjorden (3 km)

  - Sævareidfjorden (5,5 km)
  - Lygrespollen (6 km)
    - Lygresfjorden (2 km)
    - Austefjorden (2 km)
- Horgefjorden (4,5 km)
- Møkstrafjorden (12 km)
- Skoltafjorden (7 km)

Sunnhordland
- Langenuen (35 km)
- Selbjørnsfjorden (19 km)
- Hellandsfjorden (3 km)
- Dåfjorden (6 km)
- Innværfjorden (3,5 km)
- Selsfjorden (4 km)
- Vikafjorden (2 km)

Hardangerfjorden
- Hardangerfjorden (183 km)
  - Bømlafjorden (31 km)
    - Børøyfjorden (11 km)
    - Førdespollen (6,5 km)
    - Sagvågsfjorden (5 km)

  - Halsnøyfjorden (13 km)
    - Bjoafjorden (15 km, 24 km til bunden af Etnefjorden)
      - Ålfjorden (27 km)
      - Ølsfjorden (8 km)
        - Etnefjorden (8,5 km)

      - Melen (2 km)
        - Skånevikfjorden (15 km, 46 km inkludert Åkrafjorden)
          - Matersfjorden eller Matrefjorden (8,5 km)
          - Åkrafjorden (32 km)

    - Klosterfjorden (8 km)

  - Husnesfjorden (18 km)
  - Kvinnheradsfjorden (21 km)
    - Onarheimsfjorden (12 km)

  - Øynefjorden (11,5 km)
  - Sildafjorden (15 km, 21 km inkludert Maurangsfjorden)
    - Maurangsfjorden (12,5 km)

  - Hissfjorden (19 km)
  - Samlafjorden (30 km)
    - Ytre Samlafjorden (12 km)
    - Indre Samlafjorden (18 km)
      - Fyksesund (10,5 km)

  - Granvinsfjorden (9,5 km)
  - Utnefjorden (6 km)
  - Sørfjorden (38 km)
  - Eidfjorden (28 km)
    - Osafjorden (12 km)
      - Bagnsfjorden (4 km)
      - Ulvikafjorden (6 km)

    - Simadalsfjorden (4 km)
- Viksefjorden (5,5 km)

### Rogaland
Haugalandet
- Hardangerfjorden
  - Bjoafjorden (15 km, 24 km til bunden af Etnefjorden)
    - Ålfjorden (27 km)
    - Melen (2 km)

  - Ølsfjorden (8 km)
- Viksefjorden (5,5 km)
- Røværsfjorden (6 km)
- Urterfjorden (6 km)
  - Kvaløyfjorden (6 km)
- Føynfjorden(6 km)
- Sirafjorden (16 km)

Boknafjorden
- Boknafjorden (94 km)
  - Skudenesfjorden (15 km)
  - Kvitsøyfjorden (9 km)
    - Byfjorden (10,5 km)
    - Åmøyfjorden (4 km)
    - Hidlefjorden (13 km)
      - Brimsefjorden (4 km)
      - Fognafjorden (18 km, inkludert Årdalsfjorden)
        - Årdalsfjorden (10 km)

      - Fisterfjorden (11 km)
      - Horgefjorden (6 km)
      - Idsefjorden (12 km)
        - Botnefjorden (3 km)

      - Høgsfjorden (58 km, inkludert Lysefjorden)
        - Lysefjorden (39 km)
        - Frafjorden (6 km)

      - Gandsfjorden (15 km)
        - Riskafjorden (3,5 km)

  - Førresfjorden (17 km)
  - Førlandsfjorden (12 km)
  - Mastrafjorden (12 km)
  - Talgjefjorden (13 km)
  - Finnøyfjorden (14 km)
    - Gardssundfjorden (10 km, 32 km ind til enden af Jøsenfjorden)
      - Hjelmelandsfjorden (5 km)
        - Jøsenfjorden (24 km)

  - Hervikfjorden (14 km, 38 km til bunden af Grindafjorden)
    - Skjoldafjorden (15 km)
      - Grindafjorden (10 km)

  - Nedstrandsfjorden (17 km, 61 km til bunden af Saudafjorden, som er del af samme fjordsystem)
    - Vestre Ombofjorden (6 km)
    - Jelsafjorden (10 km, 25 km til bunden af Tyssefjorden)
      - Ombofjorden (5,5 km)
        - Hjelmelandsfjorden (5 km)
          - Jøsenfjorden (24 km)

      - Økstrafjorden (6 km)
      - Erfjorden (15 km)
        - Bogsfjorden (3,5 km)
        - Tyssefjorden (4 km)

    - Vindafjorden (31 km)
      - Yrkefjorden (12 km)
        - Vatsfjorden (5 km)

      - Sandeidsfjorden (9 km)

    - Sandsfjorden (47 km)
      - Lovrafjorden (4,5 km)
      - Hylsfjorden (19 km)
      - Saudafjorden (16 km)

Jæren
- Håsteinsfjorden (10 km)
- Hafrsfjord (9 km)
- Marren (3 km)
- Nordfjord (3 km)
- Rekefjord (3 km)
- Jøssingfjorden (2,5 km)
- Åna (4 km)

### Vest-Agder
- Åna (4 km)
- Berefjord (1,5 km)
- Fedafjorden (15 km)
  - Stolsfjorden (13 km)
    - Lafjorden (4 km)
    - Grisefjorden (2,5 km)
- Listafjorden (10 km)
  - Strandsfjorden (4 km)
  - Eidsfjorden (4 km)
- Framvaren (9 km)
- Helvikfjorden (2,5 km)
- Sellegrodsfjorden (2 km)
- Lyngdalsfjorden (15 km)
  - Åptafjorden (9 km)
    - Drangsfjorden (3,5 km)
- Spindfjorden (3,5 km)
- Rosfjorden (12 km)
- Grønsfjorden (12 km, 20 km inkludert Lenesfjorden, som er en del af samme fjordsystem)
- Lenefjorden (10,5 km)
- Njervesfjorden (2,5 km)
- Remesfjorden (4 km)
- Syrdalsfjorden (3 km)
- Snigsfjorden (3 km)
- Kvåfjorden (6 km)
- Tungefjorden (3 km)
- Skogsfjorden (4 km)
- Mannefjorden (5 km)
- Hellefjorden (6 km)
- Harkmarkfjorden (5,5 km)
- Komlefjorden (2,5 km)
- Trysfjorden (7 km)
- Rivenesfjorden (3,5 km)
- Torvefjorden (3 km)
- Songvårfjorden (Hundsøyfjorden) (10 km)
- Høllefjorden (3 km)
- Hellesundfjorden (2 km)
- Herøyfjorden (4 km)
- Sandvigdalsfjorden (4 km)
- Kristiansandsfjorden (20 km)
  - Korsvikfjorden (2,5 km)
  - Topdalsfjorden (5 km)
  - Ålefjærfjorden (6 km)
- Kvåsefjorden (8 km)
  - Kvarnesfjorden (2,5 km)

### Aust-Agder
- Kvåsefjorden (8 km)
- Isefjærfjorden (5 km)
- Bliksfjorden (1,5 km)
- Røynevardsfjorden (2 km)
- Skallefjorden (2 km)
- Kaldvellfjorden (6 km)
- Bufjorden (5 km)
  - Strandfjorden (2,5 km)
- Groosefjorden (7 km)
- Gartafjorden (2 km)
- Eikelandsfjorden (3,5 km)
- Tvedestrandfjorden (3 km, 8 km inkludert Oksefjorden)
- Oksefjorden (5 km)
- Sandøyfjorden (6 km)
- Hagefjorden (3 km)
- Lyngørfjorden (8,5 km)
- Sandnesfjorden (10 km)
- Søndeledfjorden (22 km)
  - Østerfjorden (4,5 km)
  - Nordfjorden (7,5 km)
  - Rødsfjorden (2,5 km)
  - Sørfjorden (7,5 km)

### Telemark
- Stølefjorden (7 km, inkludert Haslumkilen)
- Kilsfjorden (7 km)
- Kragerøfjorden (8 km)
- Hellefjorden (4 km)
- Kjøpmannsfjorden (4 km)
- Fossingfjorden (3 km)
- Eksefjorden (6 km)
- Trosbyfjorden (2 km)
- Melbyfjorden (2 km)
- Brevikstrandfjorden (2 km)
- Rognsfjorden (3 km)
  - Åbyfjorden (3 km)
- Frierfjorden (15 km)
  - Vollsfjorden (3 km)
  - Gunnekleivfjorden (2 km)
- Eidangerfjorden (6 km)
- Langesundsfjorden (Breviksfjorden) (5 km)
- Ormerfjorden (5 km)
- Langangsfjorden (10 km)
- Mørjefjorden (4,5 km)

### Vestfold
- Mørjefjorden (4,5 km)
- Hummerbakkfjorden (1,5 km)
- Trafjorden (1 km)
- Ødegardsfjorden (1 km)
- Naverfjorden (2 km)
- Larviksfjorden (7 km)
  - Viksfjord (7 km)
- Sandefjordsfjorden (10 km)
- Mefjorden (8 km)
- Tønsbergfjorden (25 km)
  - Lahellefjorden (3 km)
  - Vestfjorden ved Nøtterøy (6 km)
  - Byfjorden ved Tønsberg (1 km)

### Buskerud, Akershus og Oslo
- Oslofjorden (107 km)
  - Ytre Oslofjord – vestsida:
    - Vrengen (5,5 km)
    - Træla (3,5 km)
    - Breidangen
    - Holmestrandfjorden (8 km)
    - Drammensfjorden (27 km)

  - Indre Oslofjord
    - Vestfjorden (7 km)
    - Sandviksbukta
    - Lysakerfjorden (3 km)
    - Bunnefjorden (17 km)

  - Drøbaksundet
    - Hallangspollen (3 km)

### Østfold
- Ytre Oslofjord – Østsida:
  - Mossesundet (10 km)
  - Værlebukta (3 km)
  - Årefjorden (1,5 km)
  - Kurefjorden (5 km)
  - Krokstadfjorden (6 km)
  - Rauøyfjorden (4,5 km)
  - Elingaardkilen (2,5 km)
  - Hankøsundet
- Singlefjorden (25 km)
  - Tosekilen m/ Hunnebotn (6,5 km)
  - Skjebergkilen (5,5 km)
  - Ringdalsfjorden (9 km)
    - Iddefjorden (16 km)